# أتشيكولاك (ستافروبول كراي)
أتشيكولاك (بالروسية: Ачикулак) هي مدينة في مقاطعة ستافروبول كراي في روسيا.